# Godefroid Kurth
Godefroid Joseph François Kurth (Aarlen, 11 mei 1847 - Asse, 4 januari 1916) was een Belgisch historicus en hoogleraar aan de Université de Liège. Hij verwierf bekendheid door zijn studies van de geschiedenis van de middeleeuwen. Kurth won driemaal de Vijfjaarlijkse Prijs voor Historische Wetenschappen.

## Leven

### Afkomst
Godefroid Kurth werd geboren als tweede kind van Johann Wilhelm Kurth, een tot Belg genaturaliseerde Duitser die politiecommissaris was in Aarlen en van Maria Johanna Erpelding, afkomstig uit de stad Luxemburg. Kurth werd in het Duits opgevoed door zijn ouders en begon pas vanaf zijn achtste met het leren spreken en schrijven van het Frans op de gemeenteschool van Aarlen.

### Studie
Na zijn middelbaar onderwijs aan het atheneum van Aarlen ging Kurth naar de normaalschool die verbonden was aan de Université de Liège en behaalde er in 1869 zijn diploma van leerkracht. Op de normaalschool ontmoette hij Gentenaar Paul Fredericq, die enkele jaren jonger was. Kurth en Fredericq, die eveneens zou uitgroeien tot een belangrijk historicus, bleven levenslang bevriend met elkaar.
Kurth werd leraar Frans aan het Koninklijk Atheneum van Luik tot in 1872. In dat jaar behaalde hij een speciaal doctoraat in de geschiedeniswetenschappen met proefschriften over Cato de Oude en over de politieke geschiedenis van het hertogdom Bourgondië.

### Kurth als hoogleraar

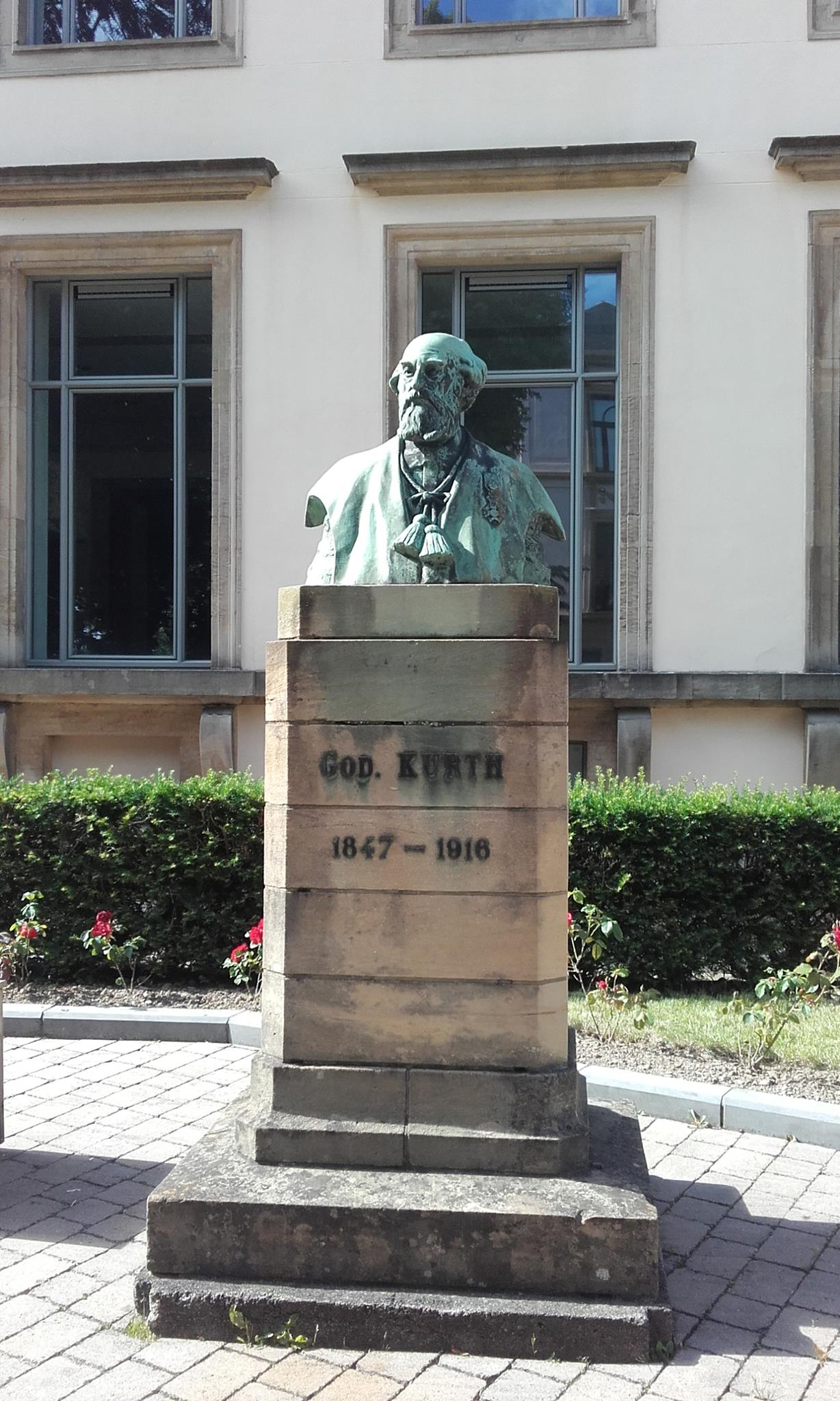
Buste van Godefroid Kurth

Vanaf oktober 1872 begon Kurth te doceren aan de Luikse universiteit. Hij gaf er de cursussen Belgische politieke geschiedenis, Politieke geschiedenis van de middeleeuwen en Vergelijkende geschiedenis van de Europese moderne literatuur. In 1877 kreeg Kurth zijn benoeming tot hoogleraar door de homogeen katholieke Regering-de Theux de Meylandt-Malou III. Wegens zijn streng katholieke visies ondervond Kurth tal van moeilijkheden en tegenstand aan de Rijksuniversiteit.
Vanaf 1874 trok Kurth regelmatig naar Duitsland om er zich de Duitse methodes van de studie van de geschiedeniswetenschappen eigen te maken. Deze studies waren kritischer van aard en waren meer op de praktijk gericht door het organiseren van werkcolleges. Kurth ging er in de leer bij Leopold von Ranke, bij Georg Voigt in Leipzig en bij Johann Gustav Droysen in Berlijn. Op initiatief van Kurth werden door middel van een wetswijziging de praktische cursussen geschiedenis met werkcolleges op het officiële onderwijsprogramma van de Belgische universiteiten geplaatst. Zelf zou hij vanaf 1890 de cursus Praktische geschiedenis geven aan de studenten van de faculteit Letteren en Wijsbegeerte.

### Na zijn universiteitsloopbaan
De tegenstand binnen de universiteit tegen zijn persoon beu, vroeg en verkreeg hij in 1906 het emeritaat en verhuisde naar het Brabantse Asse. Na enkele maanden werd Kurth benoemd tot directeur van het Belgisch Historisch Instituut van Rome, een functie die hij bleef uitoefenen tot aan zijn dood in 1916.
Toen de Duitsers tijdens de Eerste Wereldoorlog België binnenvielen, was Kurth net in het land. Hij veroordeelde de inval scherp en besloot zich volledig tegen hen te keren. De Duitsers gelastten daarop een gerechtelijk onderzoek waardoor hij moest onderduiken. Toen Kurth eind december 1915 aan het werk was met weinig licht en zonder verwarming, liep hij een longontsteking op die hem enkele dagen later fataal zou worden. Kurth werd voorlopig begraven op het kerkhof van Asse en werd in 1921 overgebracht naar het kerkhof van Frassem bij Aarlen. Zijn weduwe bleef in Asse wonen tot aan haar dood in 1933.

## Werken

### Geschiedenis
Kurth specialiseerde zich in de studie van de geschiedenis van de vroege middeleeuwen. Zijn eerste grote werk was Les Origines de la civilisation moderne uit 1886. Hij beklemtoonde hierin het aandeel van het christendom in het ontstaan van de westerse beschaving. Kurth liet opzettelijk de term middeleeuwen uit de titel; voor hem was de oudheid gelijk aan de periode voor de verspreiding van het christendom, terwijl de moderne tijd begon met de verspreiding van het christendom. Voor dit werk kreeg hij in 1891 de Vijfjaarlijkse Prijs voor Historische Wetenschappen.
Zijn tweede grote werk, Histoire poétique des Mérovingiens uit 1893 gaat verder op de ideeën die de Franse filoloog Gaston Paris, die een goede vriend van Kurth was, had ontwikkeld in zijn werk Histoire poétique de Charlemagne.
Ter gelegenheid van de 1400ste verjaardag van de doop van Clovis schreef Kurth in 1896 het werk Clovis. Hij was ervan overtuigd dat Clovis niet enkel een invloed had gehad op de geschiedenis van de Franken maar ook op de gehele kerkgeschiedenis, een visie die later door andere geschiedkundigen werd bijgesteld. Ook voor dit werk kreeg hij in 1896 de Vijfjaarlijkse Prijs voor Historische Wetenschappen.
Kurth schreef verder een aantal studies over heiligen zoals Clothilde (1897), Bonifatius (1902) en Genoveva (1913). Postuum verscheen nog in 1919 Études franques, een studie over de geschiedenis van de Franken, waarvoor zijn weduwe in 1922 nogmaals de Vijfjaarlijkse Prijs voor Historische Wetenschappen mocht in ontvangst nemen.
Over de geschiedenis van de stad Luik schreef Kurth twee lijvige werken waarin hij aantoonde dat de oorsprong van de stad niet van economische maar van religieuze aard was. In 1905 verscheen Notger de Liége et la civilisation au Xe siècle, een werk in twee delen en in 1910 verscheen La Cité de Liége au moyen âge, een werk in drie delen.
Kurth bestudeerde eveneens uitvoerig de geschiedenis van de taalgrens. In 1888 kreeg hij de Stassartprijs voor zijn verhandeling La Frontière linguistique en Belgique et dans le nord de la France die na een verdere uitbreiding en verfijning tussen 1895 en 1898 in boekvorm verscheen.
Hij maakte deel uit van verschillende katholieke groeperingen en vergaderingen, zowel in België als in het buitenland. Achter de schermen speelde hij een rol in de katholieke overwinning bij de Belgische parlementsverkiezingen van 1884. Aangemoedigd door de encycliek Rerum Novarum van Paus Leo XIII onderzocht Kurth de sociale geschiedenis in de middeleeuwen. Dit mondde in 1893 uit in het werk Les corporations ouvrières au moyen âge.
Kurth was een antirevolutionair; ter gelegenheid van de 100ste verjaardag van de Franse Revolutie schreef hij in 1889 Le bilan de la Révolution française waarin hij zich een sterk tegenstander toonde van de Revolutie en vooral wat deze in het Luikse had teweeggebracht.

## Eerbetoon en lidmaatschap
Kurth was doctor honoris causa aan de Katholieke Universiteit Leuven (1912) en was commandeur in de Orde van Sint-Gregorius de Grote (1906) en in de Leopoldsorde (1907). Verder was hij lid van talloze commissies, verenigingen en academieën waaronder de Academie royale de Belgique (vanaf 1894) en de Koninklijke Commissie voor Geschiedenis (secretaris van 1898 tot 1907).